# Eumeo
Eumeo (in greco antico Εὔμαιος; in latino Eumaeus) è un personaggio dell'Odissea di Omero. È il porcaro di Odisseo.

## Il personaggio
Eumeo nasce in un'isola chiamata Siria, dal re di una delle due città che vi si trovavano. Ancora giovanissimo, viene portato via di casa da una donna fenicia, che aveva pianificato la propria fuga assieme a dei mercanti compatrioti lì giunti. Era stato quindi rivenduto come schiavo a Laerte, padrone che si dimostrò molto benevolo nei suoi confronti. Eumeo dà informazioni sulle sue origini nel corso del canto XV dell'Odissea, interrogato da Odisseo che gli si presenta sotto le mentite spoglie di un mendicante.
Servo di Odisseo, anzi, il migliore e il più fedele tra i suoi servi, è addetto alla cura dei suoi maiali (di qui l'epiteto δῖος ὑφορβός "divino porcaro" con cui Omero lo descrive). È un personaggio virtuoso e modesto, pago della sua vita - nonostante egli abbia sangue reale nelle vene - e soffre il solo cruccio della lontananza del padrone, con la conseguente rovina del palazzo. Non ha moglie né figli. Vive coi maiali che cura con scrupolo. Omero descrive il porcile realizzato con un recinto circolare di pietre e le dodici stalle di pali di legno, con seicento scrofe e trecentosessanta porci all'esterno. Una serie di numeri perfetti dal significato simbolico. Eumeo accoglie Odisseo, lacero e mendico, con affetto e sincerità, offrendogli perfino il suo solo mantello. Prova empatia per il viandante e lo ospita per timor di Zeus.
Eumeo è così l'esatto opposto etico dei Proci: egli è ordinato, custodisce e difende la proprietà del padrone, costoro si presentano in casa sua e anziché menar doni, pretendono addirittura che gli sia imbandito banchetto con gli animali migliori: un comportamento empio, di cui il fedele porcaro soffre e si lamenta col viandante sotto le cui spoglie si cela Odisseo.
La figura speculare di Eumeo è il capraro Melanzio, nel quale tutte le virtù del servo fedele sono rovesciate.
Nel libro XV (389-484) Eumeo narra la propria storia: figlio di Ctesio Ormenìde, re dell'isola di Sirìa (l'odierna Syra), nei pressi di Ortigia, venne rapito ancora fanciullo da predoni fenici che si erano infiltrati nel palazzo paterno grazie alla complicità di una serva loro conterranea. Approdati ad Itaca, essi lo vendettero a Laerte, padre di Ulisse, nella cui casa crebbe, allevato con molta umanità insieme a Ctimène, ultimogenita della sua consorte Anticlea.

## Eumeo nell'Odissea
Il libro XIV è interamente occupato dal colloquio di Eumeo con Odisseo, travestito da mendicante, accolto con tutti gli onori dell'ospite, tanto che Eumeo presta ad Odisseo il suo mantello sebbene il servitore debba uscire di notte per governare le bestie. Eumeo è anche ricco di premure con Telemaco, quasi fosse suo padre: quando questi ritorna su Itaca dopo il viaggio alla ricerca del padre, è il fedele servitore che dopo averlo accolto in lacrime di gioia si offre di recarsi dalla madre Penelope e dal nonno Laerte per annunciare il suo ritorno con discrezione, senza che i pretendenti lo vengano a sapere per primi.
Agli occhi di Odisseo, camuffato da soldato cretese disperso, Eumeo appare subito affidabile: infatti il figlio tornato dal viaggio si reca per primo proprio dal servo, e la sua capanna sarà il luogo dove Telemaco rivedrà e riconoscerà il padre. E da lì prenderà le mosse la vendetta di Odisseo.
Tuttavia Atena non consentirà anche al porcaro di riconoscere subito il suo padrone: mentre infatti la Dea rivela la vera identità del viandante al figlio mentre il servo è da Penelope e Laerte, restituisce prodigiosamente le vesti di vecchio soldato ad Odisseo quando Eumeo rientra.
Nel libro XXI Odisseo si rivela ad Eumeo e all'altro servitore fedele Filezio. Prima li interroga però ancora una volta sulla loro fedeltà: sarebbero disposti a combattere per il loro padrone, se egli fosse tornato guidato dalla mano del Dio? Essi si dichiarano pronti al tutto per tutto, e Odisseo si palesa. Annuncia loro che se lo aiuteranno li tratterà come figli. I due accettano ed è Eumeo che dispone le asce per la gara di tiro con l'arco con la quale i proci dovranno disputarsi la mano di Penelope. Durante il combattimento fra Odisseo e i pretendenti, Eumeo è uno dei quattro che si affiancano al Re (gli altri sono Telemaco, Mentore - in realtà Atena sotto mentite spoglie - e Filezio). Subito dopo la strage, aiuta Telemaco a giustiziare le serve infedeli. Quindi, accompagna Odisseo dal padre, e colà - assieme a Filezio - siede a tavola con il Re, suo figlio Telemaco e Laerte, compiendosi la promessa di Odisseo di trattarlo come un figlio. Nelle concitate ore successive alla strage dei Proci, il fedele porcaro fa da scorta a Telemaco e Laerte nell'incontro con i congiunti dei principi uccisi. È questa l'ultima apparizione di Eumeo nell'Odissea.

## Altre informazioni su Eumeo
La porcilaia di Eumeo viene descritta, anche dal punto di vista agronomico, come un allevamento modello e una parte consistente di un'isola piccola e pietrosa come Itaca doveva essere destinata a nutrire, con le sue ghiande i porci.
Heinrich Schliemann battezzò una radura di Itaca "pascoli di Eumeo" durante il suo viaggio nell'isola del 1868.